# Yelmo de Burgh
El yelmo de Burgh es un casco defensivo militar anglosajón fechado hacia finales del Imperio Romano o inicios de la Alta Edad Media, descubierto cerca del castillo de Burgh en Norfolk. De la misma forma que pasó con el yelmo de Shorwell, fue confundido con una olla para cocinar. Es uno de los ejemplos de la influencia del Imperio Romano en la fabricación de los pesados yelmos denominados «crestados». Burgh pertenecía a la región administrativa de Britania Superior hacia 200 d. C.